# This Ending
This Ending es una banda sueca de Death metal melódico formada en 1991.

## Historia
This Ending se formó en 1991 como A Canarous Quartet por Fredrik Andersson, Mårten Hansen y Linus Nirbrant. Después de algunos cambios, la alineación estuvo completa con la adición de Leo Pignon y Jesper Löfgren. La banda liberó un EP, As Tears, en 1994, y dos álbumes de larga duración: Silence of the World Beyond en 1996 y The Only Pure Hate en 1998. Presentaron numerosos espectáculos e hicieron apariciones con At the Gates, Dissection, Hypocrisy y Edge of Sanity. En 1998, los integrantes decidieron separarse. Hansen se unió a October Tide, mientras Nirbrant, Löfgren, y Andersson formaron un grupo llamado Guidance of Sin; sin embargo, en 1999, Andersson dejó la banda para unirse a Amon Amarth. 
En 2004, Andersson grabó cinco demos bajo el nombre de Curriculum Mortis. Aquel invierno, los miembros consideraron reagruparse en un nuevo proyecto, y así, a inicios de 2005, decidieron que era tiempo para una nueva era, y se creó oficialmente This Ending. Durante la primavera y verano crearon trece canciones, de las cuales tres fueron seleccionadas para el demo descargable, Let the World Burn, la cual se grabó el mismo año. La banda llegó a un acuerdo con Metal Blade Records, y grabó su primer álbum de larga duración, Inside the Machine en septiembre de 2006.
En enero de 2009, la banda anunció la conclusión su segundo álbum de estudio, Dead Harvest. El vídeo musical para el tema "Parasite" se estrenó en Myspace el 17 de enero. El álbum se lanzó el 30 de enero en Alemania, Austria, Suiza e Italia, el 2 de febrero 2 en el resto de Europa, y el 3 de febrero en Norteamérica.
This Ending dejó Metal Blade Records en enero de 2011 y está planeando volver a grabar el material que realizaron como Canorous Quintet, con la intención de celebrar el 20 aniversario de haberse formado con ese nombre.

## Discografía

### A Canorous Quintetet
- - As Tears (1995)
  - Silence of the World Beyond (1996)
  - The Only Pure Hate (1998)

### This Ending
- - Inside the Machine (2006)
  - Dead Harvest (2009)
  - Systematic Worship EP (2012)[6]
  - Garden Of Death (2016)
  - Needles of Rust (2021)

## Miembros de banda
- Mårten Hansen - vocales
- Peter Nagy - Percusiones
- Linus Nirbrant - guitarra
- Linkan Pettersson - Bajo